# Kompleks
Carl Gustav Jung je smatrao točnom hipotezu francuskih psihopatologa (naročite zasluge pripisuje Pierre Janetu, 1859. – 1947.) da su kompleksi odcijepljene parcijalne psihe. 
Etimologija njihovog porijekla je trauma, emocionalni šok i slično, pri čemu se odcjepljuje «komad» psihe. Najčešćim uzrokom nastajanja kompleksa smatrao je moralni konflikt, čija se krajnja osnova sastoji u navodnoj nemogućnosti da se prihvati cjelina čovjekovog bića.